# کوماری کاندام
کوماری کاندام یا کوماری کندم (انگلیسی: Kumari Kandam) سرزمینی است در افسانه‌ها که گمان می‌رود همراه با آن تمدن باستانی تامیل گم شده‌است و ظاهراً در جنوب هند امروزی و در کنارهٔ اقیانوس هند واقع شده بوده‌است. به گفته برخی نویسندگان، یک تمدن باستانی تامیل وجود داشته‌است، که در یک فاجعهٔ سونامی رانش قاره‌ای در دریا گم می‌شود ("تسخیر توسط اقیانوس"). این سرزمین در اطراف شهر کانیاکوماری قرار داشته‌است.
نویسندگان تامیل، کوماری کندم را تمدنی باستانی، اما بسیار پیشرفته می‌دانند که در جزیره ای منزوی در اقیانوس هند واقع شده بوده‌است. آنها همچنین آن را به عنوان مهد تمدن توصیف کرده‌اند. این انزوا منجر به امکان توصیف کوماری کندم به عنوان یک جامعه آرمان‌شهری شد که از تأثیرات خارجی و حملات خارجی جدا شده بوده‌است.
به گفته طرفداران کوماری کندام، زمانی که آخرین عصر یخبندان به پایان رسید و سطح دریاها بالا رفت، قسمت‌های زیادی از قاره‌ها زیر آب رفت، سپس مردم تامیل بالاجبار به سرزمین‌های دیگر مهاجرت کردند و با گروه‌های دیگر مخلوط شدند و به شکل‌گیری نژادها، زبان‌های جدید منجر شدند. بسیاری از این افراد معتقدند که زبان تامیلی، زبان مادر تمام زبان‌های دیگر در جهان است.

## خصوصیات کوماری کاندام
"کاندا پورانام", کوماری کندم را به عنوان سرزمینی که برهمن‌ها در آن زندگی می‌کردند، جایی که شیوا پرستش می‌شد و وداها خوانده می‌شد، توصیف می‌کند و بقیه پادشاهی‌ها را به عنوان قلمرو ملکچه‌ها توصیف می‌کند.
ادعا شده‌است که این سرزمین توسط حاکمان زن (کوماری‌ها) اداره می‌شده‌است و اظهار شده که زنان آن سرزمین حق انتخاب شوهران خود را داشتند و تمام دارایی‌ها نیز در اختیار زنها بوده‌است و به همین دلیل به آن سرزمین به "کوماری نادو" ("سرزمین دوشیزه") نیز می‌گفته‌اند.
نظریه پردازان تامیل کوماری کندم را یک جامعه بدوی یا یک تمدن منفعل نمی‌دانند، در عوض، آن‌ها آن را به‌عنوان تمدنی توصیف می‌کنند که مردم در آن زندگی خود را وقف یادگیری، آموزش، سفر و تجارت می‌کرده‌اند. این تامیل‌های اولیه را به‌عنوان کشاورزان خبره، شاعران خوب و بازرگانان دوردست توصیف کرده‌اند.

## موقعیت مکانی
طرفداران کوماری کندام تأکید زیادی بر بیان این نکته دارند که شهر کانیاکوماری بخشی از کوماری کاندام بوده‌است. برخی از آنها همچنین استدلال می‌کنند که حتی کل جنوب کوهستان ویندیا بخشی از کوماری کندام بوده‌است.
برخی معتقدند مردمان سرزمین کوماری کاندام تا جزایر کرگولن (قطب جنوب) و ماداگاسکار و جزایر سوندا نیز گسترش و گستردگی داشته‌اند و مرتبط بوده‌اند؛ و با چین، آفریقا و استرالیا در تماس بوده‌اند.

## ایجاد تمدن دره سند
برخی معتقدند که تمدن دره سند نیز توسط بازماندگان تامیل سیل زده از سمت کوماری نادو تأسیس شد. آنها معتقدند تمدن از جنوب هند به دره سند و سومر و متعاقباً به «... اسپانیا و جاهای دیگر» گسترش یافت.
برخی از نویسندگان تامیل ادعا می‌کنند که هندوآریایی‌ها نیز از نوادگان پیش دراویدیان کوماری کندام بودند. بر اساس این نظریه، این هندوآریایی‌ها متعلق به شاخه ای بودند که به آسیای مرکزی مهاجرت کردند و سپس بعدها پس از وقایعی مجدداً به هند بازگشتند.